# Hidroizolacija
Hidroizolacija je zaštita od prodora podzemnih voda ili oborina kroz obodne konstrukcije ili sprječavanje podizanja podzemne vlage kroz konstrukciju. Izvodi se premazivanjem ili oblaganjem vodonepropusnim materijalima (bitumen, katran, različite vrste ljepenke, plastične ili metalne folije i slično). Po položaju je vodoravna (preko poda i ravnih krovova te kroz temelje) ili okomita (uz vanjsku ili unutarnju površinu zidova). Izolacija hidrograđevina (spremnici vode i slično) služi za sprječavanje gubitka vode. Posebna izolacija spremnika koji sadrže kiseline ili lužine (neutralizacijski spremnici otpadnih voda) protiv propuštanja postiže se oblaganjem kiselo ili lužnato otpornim žbukama ili keramičkim pločicama. Za izolaciju ravnih krovova i višeslojnih zidova izvodi se i parna brana, to jest sloj hidroizolacije kojim se sprječava kondenzacija vodene pare (rošenje). Hidroizolacija podzemnih instalacija (cijevi) i opreme služi za sprječavanje propuštanja tekućina, a katkada za sprječavanje korozije. Hidroizolacija putova sprječava oštećenja kolnika koja nastaju smrzavanjem kapilarne vlage što se diže iz tla. Hidroizolacija dijelova drvenih konstrukcija služi protiv truljenja.
Hidroizolacija se koristi i u svakodnevnim predmetima te je vrlo popularna i kod slikarskog platna, električnih uređaja, skuterima na vodu, vodootpornoj odjeći i obući kao što su kabanice i čizme za kišu, a koristi se i u ambalažama određenih proizvoda kao što su tetrapaci za sokove i mlijeka. 
Bilo koja konstrukcija ili zgrada koristi hidroizolaciju u obliku zaštitne ovojnice čiji je cilj zaštititi strukturni identitet iste ili u obliku premaza. Institut Građevinskih Specifikacija je, 2004. godine, donio odluku o potrebnom izvršenju standarda koji objašnjava važnost odredbe za izgradnju zaštitne ovojnice na zgradi koja je hidroizolirana. Te odredbe uključuju još i krovne i izolacijske materijale koji se trebaju koristiti. Svaka nova izgradnja zgrade ili konstrukcije zahtjeva kreiranje zaštitne ovojnice koja je temelj za hidroizolaciju. Svaka je nova zgrada pod utjecajima iz okoline.
Materijali koji se koriste za izradu krovnog pokrivača, pokrivanje zidova, temelji te svi prodori kroz te površine moraju biti vodootporni te hidroizolirani. Svi su krovni materijali napravljeni da budu vodootporni te da se s njih slijeva voda što je okom vidljivo najbolje kod kosih krovova. No, postoje i ravni krovovi koji moraju biti hidroizolirani, najčešće premazom. Postoji puno drugih vrsta hidroizolacijskih ovojnica kao što je katran ili tekuće krovište. 
S obzirom na to da zidovi nisu dizajnirani tako da bi izdržali pritisak vode stajaćice, koriste se hidroizolacijske ovojnice koje funkcioniraju po principu kućne radinosti da bi zidovi mogli propuštati zrak, čime se izbjegne bilo kakva vrsta nastanka vlage. Sprječavanje nastanka kapilarne vlage zahtjeva zidanje zidova na način da se na njima izgradi zaštitna ovojnica koja je otporna na vlagu što je od ogromne važnosti kao i beton u temeljima koji mora biti i hidroizoliran tekućim premazom i otporan na vlagu te jednaku važnost dijeli i hidroizolacija podruma koja uključuje i sve dodatke za beton i kat koji se nalazi ispod betonske ploče. 
Vrlo je kritično postavljati hidroizolaciju u kućama ili objektima koje su, na neki način, zaklonjene zemljom jer sadrže preveliku količinu vlage koja kasnije stvara ogroman problem. Proces prebrzog rasta plijesni je posljedica curenja vode, a uzrokuje jako veliku štetu te upitnu kakvoću zraka. Kad se vrši postavljanje hidroizolacije u zidnim temeljima, od velike je važnosti da je taj proces što profesionalnije, što kvalitetnije i što pravilnije napravljen da ne bi dovelo do prodiranja vlage i vode kroz zidove te da bi se spriječilo moguće propadanje zidova.  

## Hidroizolacija bitumenom
Hidroizolacija bitumenom sustav je čiji je dizajn izmišljen kako bi zaštitio poslovne i stambene zgrade. Bitumen je tvar koja je još poznata pod nazivom asfalt ili ugljen katran. Tvar je mješovita, a sastavljena je od organskih tekućina. Te organske tekućine su jako ljepljive, vodootporne i viskozne. Nekad se koriste i u izgradnji krovova. Krovni terpapir, krovni flic ili karton postoji još od davnina i nosi taj naziv zbog izrade osnovnog materijala od kojeg je korišten. Flic je tkanina koja je netkana te se proizvodi kako bi obložila ona vlakna koja su pod pritiskom, a sva ta vlakna zajedno stvaraju strukturu tkanine. To je osnovni materijal i koristi se u izgradnji rola krovišta i krovnih šindri. 
Korištenje terpapira kao podloga koja se nalazi ispod svih građevinskih materijala ili kao jedna vrsta ovojnice koja se nalazi u asfaltu, a koristi se za izgradnju sustava krovova je, zapravo, vrlo tipična. Terpapir se koristi da bi odvojio krovni pokrivač od krova te uklonio vodu i stvorio sekundarnu vremensku zaštitu. Vrlo je važno i to što je samo nanošenje krovne podloge prilično brzo čime se štiti krovna terasa tijekom nanošenja krovnog materijala. U nekim oklopnim materijalima se odvaja krovni pokrivač od krova štiteći tako krovni pokrivač od smole i od neravnih i starih čavala koji dolaze do izražaja kad se rade popravci na krovu. Također pomaže u slijevanju vode s krova da ne prodre u krovni pokrivač, štiti i od mogućeg curenja uzrokovanog kišom ili snijegom te čuva i štiti od jakih vjetrova i ostalih vremenskih nepogoda. Upotreba podloge povećava temperaturu krovova što je uzrok brzog starenja asfalta koji se nalazi na krovu.

## Hidroizolacija tekućinom
Hidroizolacija tekućinom sustav je hidroizolacije krova u kojem se primjenjuje korištenje posebnog premaza koji je pogodan za sve vrste krovova pa čak i za stambene krovove, odnosno primjenjuje se monolitni, potpuno vezani tekući premaz koji se stavlja na krov. Kad se odvija proces stvrdnjavanja onda nastaje vodootporna ovojnica koja izgleda kao guma, a može se i savijati i rastezati bez da se ošteti te se vrati u svoj prvobitni oblik. Takvi premazi su često napravljeni od sirovina kao što je staklo ili plastika kako bi dodatno dobili na čvrstoći te se mogu koristiti i za veliku većinu krovnih materijala kao što je asfalt, terpapir, beton i bitumen. 
Najekonomičnija izgradnja hidroizolacije krova ili popravak hidroizolacije na starom krovu je, sasvim sigurno, upravo hidroizolacija tekućinom što pokazuje provedeno istraživanje koje navodi da je jeftinije za sedamdeset posto i da traje do dvadeset i pet godina. Na krov se stavlja hladna tekućina pa požar nije prijetnja. Kad se primjenjuje hidroizolacija tekućinom tada je krov zaštićen od propadanja te je zaštičeno i ono što se nalazi ispod krova. Suši se vrlo brzo i zimi, prijanja se na sve vrste površina i otporna je na cijeli niz kemikalija. Vrlo je otporna na visoke temperature između četrdeset i osamdeset Celzijevih stupnjeva, a ovojnica je potpuno vodootporna. 

## Hidroizolacija balkona
Hidroizolacija balkona je sustav u kojem se prvo treba prati površina balkona i ukloniti prašinu koja se skupila na balkonu. Nakon toga se moraju napuniti silikonskim brtvilom sve pukotine koje su vidljive. Zatim se izvršava primjena prvog premaza koji ima za cilj popuniti sve one pukotine i rupice koje nisu vidljive, a to se radi razrijeđenim silikonom. Silikon na bazi cementa koji se primjenjuje na drugom i trećem sloju služi ojačavanju hidroizolacijske površine. Zadnji sloj sadrži korištenje prozirnog silikona, a stavlja se uz pomoć valjka. Taj je silikon na bazi vode te se pomiješa, u pravilnom omjeru, s bijelim cementom. Kad se izvrše svi ovi nabrojani koraci, mješavina silikona i cementa mora biti postavljena u roku od pola sata. Dvadeset i četiri sata su joj potrebna za jačanje i to se zove proces stvrdnjavanja. Ne postoji mogućnost preopterećenosti silikonske hidroizolacije zato što se koristi samo tri do pet milimetara debljine silikonskog sloja da bi se spriječilo bilo kakvo curenje vode iz površine kojoj je namijenjena.  

## Hidroizolacija podruma
Hidroizolacija podruma je sustav koji ima za zadatak koristiti razne materijale i tehnike koji moraju spriječiti ulazak vode u podrum neke zgrade ili neke kuće. Ako se podrum nalazi ispod razine tla, onda je prijeko potrebno korištenje hidroizolacije koja dozvoljava primjenu raznih brtvila, materijala, instalacija odvoda i korištenje visokotlačne pumpe koja pomaže pri prikupljanju, uklanjanju i preusmjeravanju vode van podruma. Ako je izgrađena struktura koja se nalazi na razini tla ili ispod razine tla, izgradnjom hidroizolacije moraju se poštovati određena pravila. 
Kad se pojavi visoka razina vode koja vrši pritisak ispod podova u podrumu ali protivno zidovima u podrumu, tad se pojavljuje i hidrostatski tlak. Do velikog problema dovode sile hidrostatskog tlaka vode jer se spajaju u temeljnom zidu kroz pukotine te uzrokuju ogromna oštećenja i brzi rast plijesni i pojavu vlage. Više je različitih metoda koje se primjenjuju u sanaciji podruma, a različite su i po dizajnu i po svim teorijama, stoga treba navesti nekoliko poput visokotlačnih pumpi, pružanja internog odvoda vode, postavljanja internih zidnih i podnih brtvila, eksterne drenaže u kombinaciji s premazima koji su vodootporni, povećanja i ventilacije zraka te mnogih drugih. Hidroizolacija podrumskog prostora može biti unutarnja i vanjska. 
Unutarnja hidroizolacija podruma koristi premaze koji su vrlo učinkoviti u suzbijanju vlage nastale kondenzacijom ali ti premazi nisu u mogućnosti riješiti glavno curenje. S obzirom na to da postoje i situacije u kojima se ne može koristiti vanjska hidroizolacija podruma, postoji način korištenja pločica i listića za drenažu. U internom sustavu odvodnje nužno je razbiti rov u betonskom tlu koji je smješten uz vanjski rub zidova, u taj se rov ugrade porozni crijepovi koji se napune do tri četvrtine šljunkom pa se napravi rupica na hidroizolacijskoj ploči pri samome vrhu te se porozni crijepovi spoje na pumpu. 
Vanjska hidroizolacija podruma sprječava prodor vode kroz temeljne zidove u čemu pomažu građevinski materijali. Najefikasnija je u suzbijanju prodora vode. Ako se radi o obnavljanju hidroizolacije podruma, na dnu temeljnih zidova se iskapaju rovovi koji omogućuju zidu da se opere i osuši.

## Mane
S obzirom na to da su hidroizolacijski sustavi s vremenom postali vrlo rašireni pa ih se i puno istraživalo i testiralo, treba naglasti da je daleko najčešći uzrok oštećenja hidroizolacije loše, neprofesionalno ili krivo postavljanje hidroizolacijskog sustava koji može dovesti do vrlo ozbiljnih zdravstvenih tegoba. Postoji i mogućnost nepravilnog proizvoda koji se postavlja za potpuno krivu namjenu. 
Puno proizvoda je deklarirano kao hidroizolirano ali nisu svi kvalitetni i ne mogu se svi koristiti za sve namjene stoga je vrlo važno čitati upute za korištenje. Pošto se na palubama brodova koriste premazi za hidroizolaciju, najčešći problem stvara širenje i sužavanje zaštitne ovojnice što se događa zbog prevelikih oscilacija u temperaturi. Najkompleksnije su upravo hidroizolacije paluba, a i hidroizolacije balkona jer se moraju koristiti određene ovojnice, drenaže i građevinski materijali. Vrlo je osjetljiva i ovojnica zgrade u kojoj se koriste razni fitinzi za cijevi, ventili, žice i ostalo da bi se uspjela napraviti što bolja hidroizolacija.